# Archives du département du Rhône et de la métropole de Lyon
Les archives du département du Rhône et de la métropole de Lyon sont le service d'archives départementales compétent pour le département du Rhône et la métropole de Lyon. 
Précédemment réparties entre deux sites à Lyon, les archives sont situées depuis 2014 dans un nouveau bâtiment situé à proximité de la gare de la Part-Dieu. Elles conservent des documents datant du IXe siècle à nos jours.

## Histoire
Comme l'ensemble des archives départementales, les archives du Rhône sont nées de la loi du 5 brumaire an V prescrivant aux administrations centrales de département de « rassembler dans le chef-lieu du département tous les titres et papiers dépendant des dépôts appartenant à la République ».
Le 1er janvier 2015, la métropole de Lyon est détachée du département du Rhône mais les deux collectivités disposent d'archives gérées en commun : le service d'archives du département du Rhône et de la métropole de Lyon est rattaché au département du Rhône mais est cofinancé par la métropole.
La conservation des antiquités et objets d'art du département du Rhône et de la métropole de Lyon est rattachée au service.

### Bâtiments
Les archives sont d'abord conservées dans le grenier de l'hôtel de ville. En 1807, elles sont déplacées chez les Dames de la Providence, au 12 de la rue Sala, lorsque le rétablissement de la mairie centrale de Lyon oblige le préfet à s'installer près de la place Bellecour, à l'hôtel de Varissan. Cette installation n'était pas satisfaisante, en 1859, lorsque le préfet Vaïsse décide de s'installer à l'hôtel de ville, les archives retournent dans les combles : archives départementales et archives communales sont alors réunies car Vaïsse cumule les fonctions de préfet et de maire. Un projet d'installation dans le couvent des Carmes-Déchaussés est alors envisagé, puis abandonné .
Ce n'est qu'en 1890 que les archives s'installent dans un bâtiment spécialement construit à leur usage, sur le terrain de la nouvelle préfecture, en bordure de la rue Pierre-Corneille. C'est à cette période que les archives départementales collectent, notamment, les archives d'Ancien Régime du greffe de Villefranche-sur-Saône et celles de l'archevêché de Lyon avant 1790.
Cependant, les 5 000 mètres linéaires qu'offre le bâtiment sont insuffisants et, en 1904, le département décide d'acquérir le couvent des Carmes-Déchaussés (mis en vente parallèlement à la suite de la loi de séparation des Églises et de l'État) pour y installer les archives. Les travaux, confiés à l'architecte départemental Louis Rogniat, durent cinq ans (1907-1912) : la chapelle est détruite, le cloître est couvert d'une verrière pour abriter une salle de classement. Les archives s'installent en 1912 dans leur nouveau bâtiment situé 2, chemin de Montauban dans le 5e arrondissement.
En 1980, le bâtiment des Carmes est à son tour saturé. Le département acquiert alors l'usine de vêtements Louis Chomienne et Fils (57, rue Servient dans le 3e arrondissement), construite en 1898. Les travaux conduits de 1984 à 1987 par les architectes A. Fournier et H. Kujawski, permettent de créer 23 kilomètres linéaires de rayonnages. En 1987, l'artiste lyonnais Maurice Stoppani créée pour le bâtiment une fresque à la gloire des personnalités historiques et scientifiques ainsi que des monuments du Lyonnais et du Beaujolais. 
Les archives départementales sont alors réparties entre les deux sites :
- section ancienne (2, chemin de Montauban, 5e arrondissement : les fonds publics antérieurs à 1800 (sauf les anciens registres paroissiaux) et les archives notariales (toutes périodes), les archives d'origine privée, les collections de cartes et plans, les ouvrages et les revues de la bibliothèque historique.
- section moderne (57, rue Servient, 3e arrondissement : les archives publiques postérieures à 1800 (sauf les archives notariales), les registres paroissiaux et d'état civil (toutes périodes), les collections de presse.

La saturation des deux sites et les difficultés fonctionnelles induites par cette double implantation conduisent le département à décider, en 2005, la construction d'un nouveau bâtiment qui se substitue aux deux précédents. Conçu par l'architecte Bruno Dumetier, il est situé 34, rue du Général Mouton-Duvernet dans le 3e arrondissement. Il a ouvert ses portes au public le 15 septembre 2014.
Le site du couvent des Carmes-Déchaussés est acquis en octobre 2014 par l'établissement scolaire Sainte-Marie Lyon. Le site de la rue Servient est démoli et remplacé par un immeuble neuf dont le nom, Archivea, conserve le souvenir de l'ancienne fonction du site. La fresque de Maurice Stoppani, qui devait initialement être détruite, est finalement installée dans la mairie du 3e arrondissement toute proche.

### Directeurs
| Nom                                                     | Dates de fonction    | Notes |
| ------------------------------------------------------- | -------------------- | --- |
| Pierre Blachier                                         | Révolution française | Feudiste et commissaire en droits seigneuriaux, archiviste du district en 1795. Il est probablement le Pierre Blachier en fonction comme archiviste du bureau des finances de la généralité en 1785. |
| André Ferrand                                           | 1802-1817            | Receveur des domaines nationaux, collègue puis successeur de Blachier, nommé par le préfet Najac. |
| Nicolas-François Cauchard                               | 1817-1819            | Conseiller de la préfecture exerçant un intérim après la suppression du poste de secrétaire général de la préfecture. |
| Sibon                                                   | 1819-1826            | |
| Testenoire                                              | 1826-1828            | |
| Jacques Vincent dit Vincent de Saint-Bonnet (1776-1856) | 1828-1834            | Comme soldat, il participa au siège de Lyon de 1793 et fut deux fois condamné à mort. |
| Claude-Charles Chelle (1807-1848)                       | 1834-1848            | Ancien élève de l'école des chartes, il laissa le bibliophile Jean-Louis-Antoine Coste se constituer une importante collection de manuscrits en piochant dans les fonds départementaux, actuellement à la bibliothèque municipale de Lyon. |
| Jean-Prosper Gauthier (1807-1877)                       | 1848-1877            | Membre correspondant du comité des travaux historiques et scientifiques en 1858, il dirigea le déménagement des archives à l'Hôtel de Ville l'année suivante. Plus intéressé que son prédécesseur par l'histoire médiévale, il entreprend un grand travail d'inventaires et de rédaction de rapports d'activité très précis : il conserve toutefois l'habitude de prêter les archives anciennes à des érudits qu'il tient en estime, en particulier à l'historien Auguste Bernard. |
| Marie-Claude Guigue (1832-1889)                         | 1877-1889            | Archiviste paléographe de la promotion 1856 avec une thèse intitulée Essai sur les causes de la dépopulation de la Dombes et l'origine de ses étangs, directeur des archives de l'Ain en 1873 en succession de Jules Baux, il fut spécialiste de l'histoire du Bugey, de la Bresse et de Dombes avant d'être nommé à Lyon comme directeur des archives départementales et municipales en 1877. |
| Georges Guigue (1861-1927)                              | 1889-1926            | Archiviste paléographe de la promotion 1884, fils et successeur du précédent. Il est l'auteur d'une thèse en histoire médiévale remarquée par le jury, Les Tard-Venus en Lyonnais, Forez, Beaujolais (1356-1369). Il fut assigné avec les archives à l'ancien couvent des Carmes déchaussés sur la colline de Fourvière en 1907 et publia, entre 1895 et 1906, l'inventaire sommaire des archives du Rhône pour les séries E et H. Georges Guigue fut également un des pères du microfilmage et de la photographie d'originaux pour améliorer leur conservation. Il fut nommé directeur du musée Gadagne quelques jours avant sa mort en septembre 1927. |
| Claude Faure (1881-1942)                                | 1926-1941            | Il accède aux archives du Rhône après une longue carrière : directeur des archives de la Drôme (1909-1911), il fonde les archives du gouvernement général de l'AOF à Dakar puis, après la Première Guerre Mondiale, devient directeur des archives de la Haute-Savoie (1920-1926). Sans adjoint aux archives du Rhône, il soutient une thèse de doctorat ès lettres à Grenoble en 1932, l'Histoire du collège de Vienne en Dauphiné. Il accède à la retraite en 1941 et se consacre jusqu'à sa mort à un essai sur les guerres de Religions à Vienne. |
| Martial Griveaud (1892-1946)                            | 1941-1946            | Prisonnier de guerre pendant la Première Guerre Mondiale, il entre à l'école des chartes en 1919 et en sort deux ans plus tard avec une thèse sur le collège du Plessis de l'Université de Paris (1318-1797) demeurée impubliée. Il est par la suite nommé aux archives de la Haute-Saône puis à Metz (1932) où il succède à Paul d'Arbois de Jubainville. À la suite de la manifestation interdite du 15 août 1940 à Metz, Griveaud est déplacé à Lyon où il est assigné aux archives du Rhône contre son gré. La faculté des lettres et les facultés catholiques lui confient une chaire jusqu'à sa mort. |
| René Lacour (1906-1979)                                 | 1946-1976            | Commandeur de l'Ordre national du mérite, croix de guerre et officier de la légion d'honneur. Archiviste paléographe de la promotion 1929 avec une thèse sur les institutions de l'apanage de Jean de Berry (1360-1416) éditée en 1934, il est archiviste de Pontoise (1931) puis officie dans l'Indre. Il est fait prisonnier en Allemagne de 1940 à 1945. A son retour, il accède aux archives du Rhône où il se consacre aux répertoires des sous-séries 11G, 29G et 49H, et fait une conférence remarquée sur l'état de la généalogie en France lors d'une mission au Canada en 1967 . |
| Mathieu Méras (1925-2013)                               | 1976-1988            | Archiviste paléographe de la promotion 1952, il est l'auteur d'une thèse en histoire médiévale, Les seigneurs de Beaujeu du Xe siècle à 1400. Directeur adjoint de Christian Wilsdorf en Haut-Rhin puis directeur des archives départementales du Tarn-et-Garonne jusqu'en 1976 où il prit son poste dans le Rhône, il fut un grand soutien des sociétés savantes locales, dont il légua souvent la présidence à ses successeurs, et se fit un partenaire privilégié du musée Ingres à Montauban. |
| Philippe Rosset (1947-)                                 | 1988-2002            | Archiviste paléographe de la promotion 1971, il est l'auteur d'une thèse en histoire moderne, Les conseillers au Châtelet de Paris de la fin du XVIIe siècle, étude d’histoire sociale. Directeur des archives des Pyrénées-Orientales de 1976 à 1988, il supervise comme directeur dans le Rhône la réalisation de l'annexe de Saint-Symphorien-sur-Coise, augmentant de 10km linéaires la capacité de stockage des archives départementales. |
| Benoît Van Reeth (1956-2021)                            | 2003-2014            | Archiviste paléographe, diplômé en 1984 après une thèse intitulée Nicolas Baudin et le voyage aux Terres australes (1800-1804), il est nommé à la direction des archives municipales d'Angers. Il prend ensuite la tête des services départementaux d'archives de l'Aube, en 1987, du Doubs, en 1993 du Bas-Rhin en 1998 et du Rhône, en 2003. Il achève sa carrière comme directeur des Archives nationales d'outre-mer, à Aix-en-Provence. Sa carrière est marquée par plusieurs chantiers de nouveaux bâtiments pour les services qu'il dirige, à Troyes, à Strasbourg, puis à Lyon, où il pilote du début à la fin le projet du bâtiment de la Part-Dieu. En parallèle, il mène de nombreuses actions visant à faciliter l'accès des archives au grand public : en 1986, il contribue ainsi à une bande dessinée sur l'histoire d'Angers, dessinée par Jean-Michel Charruault. Dans le Rhône, sa direction est marquée par la mise en place des premiers programmes de numérisation ainsi que la création du site internet. Très impliqué dans l'Association des archivistes français, il dirigea de 1997 à 2003 la publication de sa revue, la Gazette des archives. Marié, il est le père de quatre enfants, dont la directrice de France Inter Adèle Van Reeth. |
| Bruno Galland (1964-)                                   | 2014-                | Archiviste paléographe de la promotion 1987, il est l'auteur d'une thèse en histoire médiévale, Les archevêques de Lyon de la Bulle d’or aux Philippines (1157–1308). Membre de l'école française de Rome (1992-1995) et docteur en Histoire (1993), ancien directeur de la section ancienne des Archives Nationales (1999-2005) et professeur associé à l'université Paris IV depuis 2011, c'est le premier directeur à siéger aux nouvelles archives rue du général Mouton-Duvernet. |

## Fonds numérisés
De nombreux fonds sont consultables en ligne, en particulier :
- les registres paroissiaux et d'état-civil des communes du Rhône (hors Lyon) de 1527 à 1936,
- les listes nominatives de population (recensement) de 1836 à 1936,
- une partie des registres matricule,
- les registres de l'insinuation judiciaire du bailliage de Beaujolais de 1413 à 1790,
- le fichier de la police judiciaire sur la prison Montluc, 1942-1944,
- les cartes postales,
- le registre du commerce et des sociétés (RCS) de Lyon,
- les plans du cadastre napoléonien, rénové, remanié, et du remembrement
- les registres de délibérations du chapitre cathédral de Lyon de 1361 à 1782,
- des registres de délibérations des communes du Rhône,
- les tables alphabétiques des hypothèques et répertoires de formalités hypothécaires.

Depuis 2017, les archives du Rhône téléversent également des reproductions numériques de certains des documents conservés sur la base Wikimédia Commons. 
Quelques documents sont également accessibles sur Wikisource.

Diplôme de Charles de Provence qui confirme les privilèges de l'abbaye de l'Île Barbe, le plus ancien document du fonds.
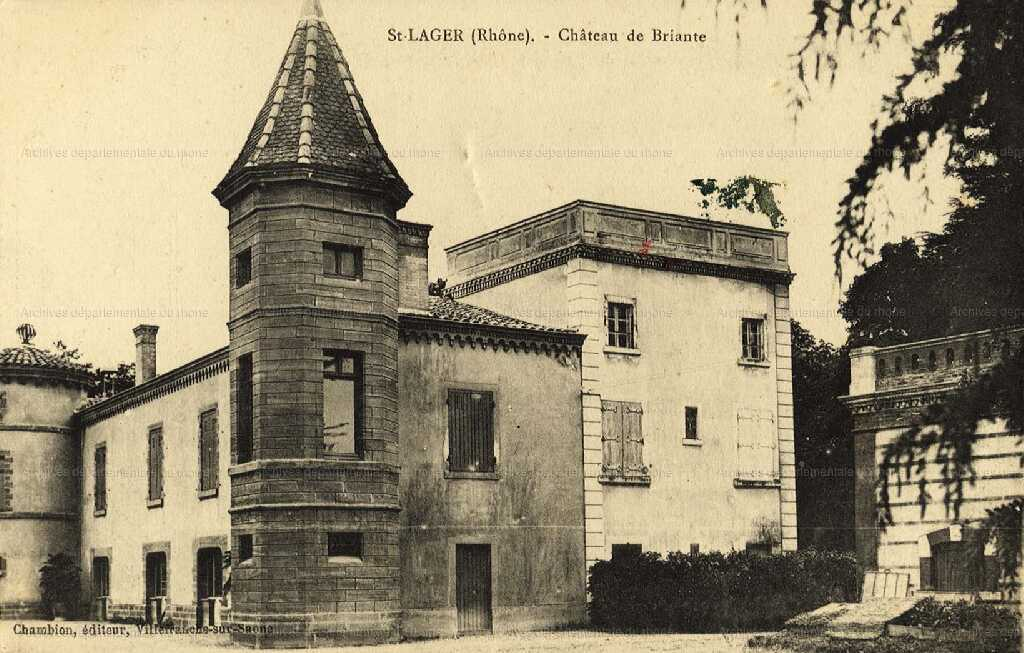
Vue du château de Briante, à Saint-Lager.
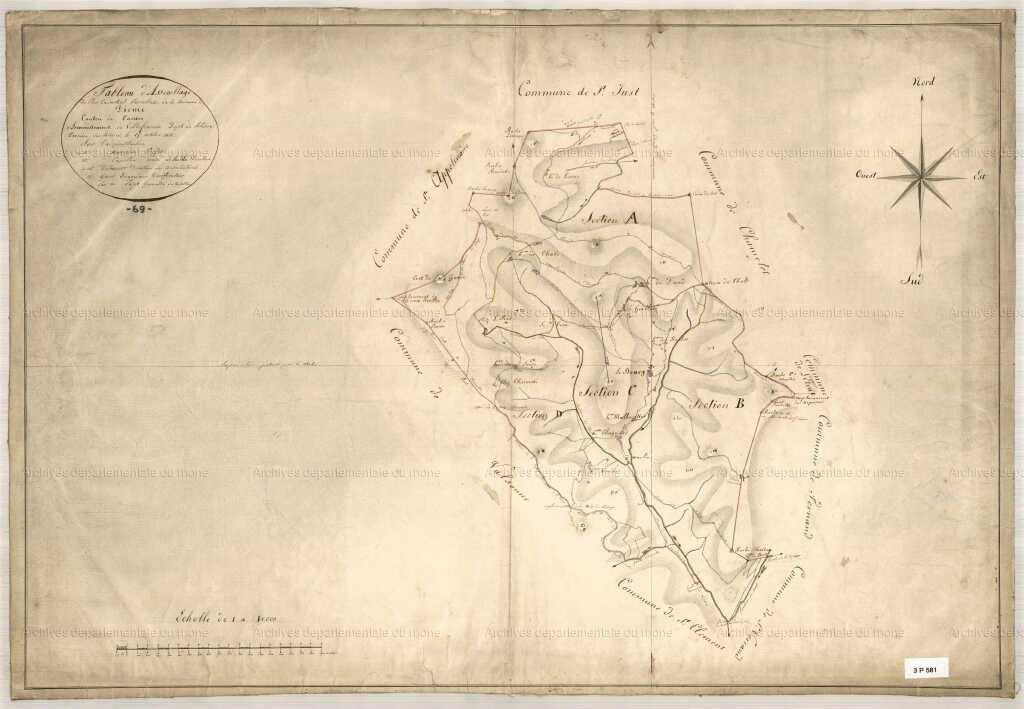
Cadastre de Dième.
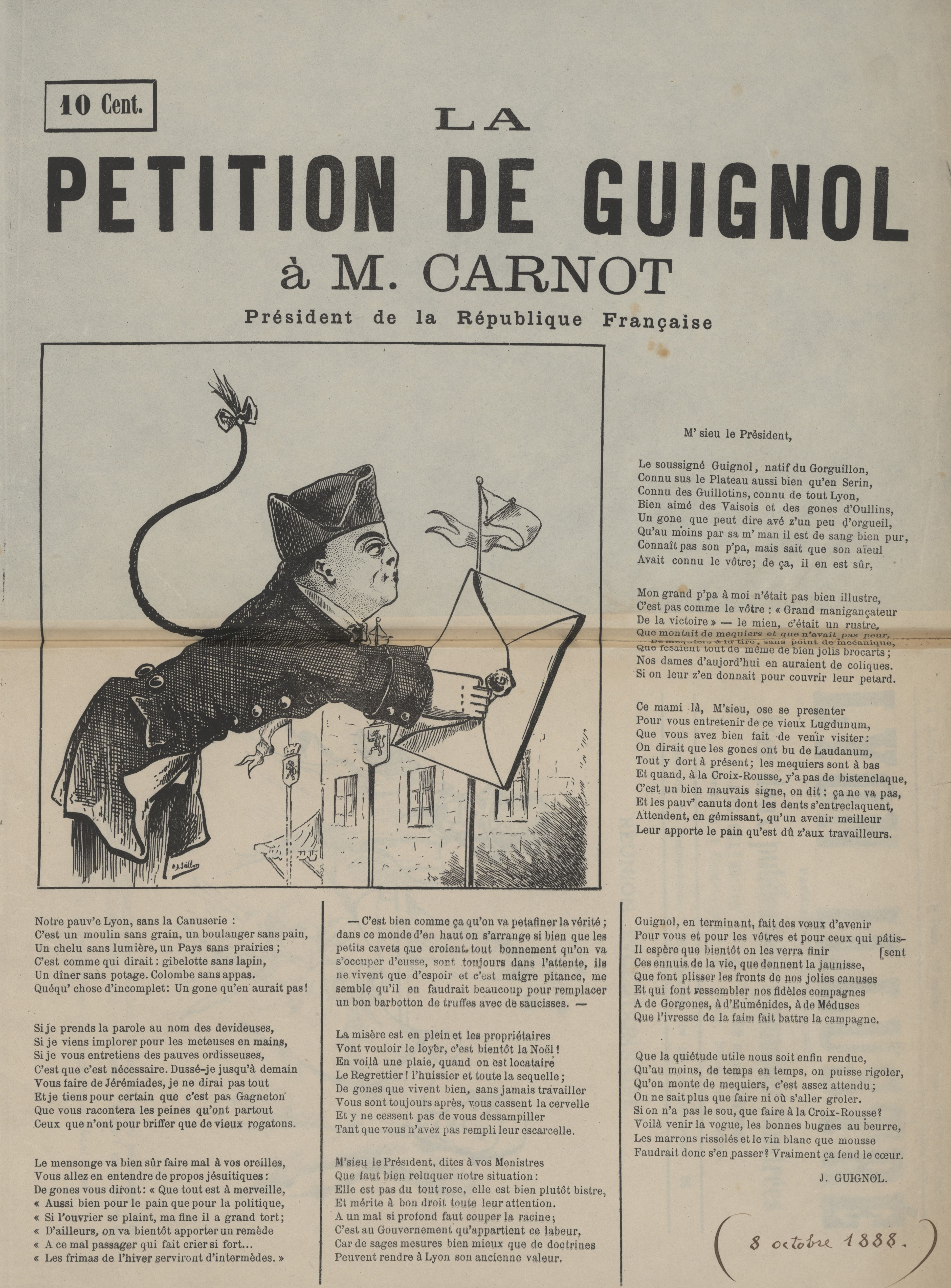
Pétition de Guignol au président Carnot, 8 octobre 1888.

## Accès

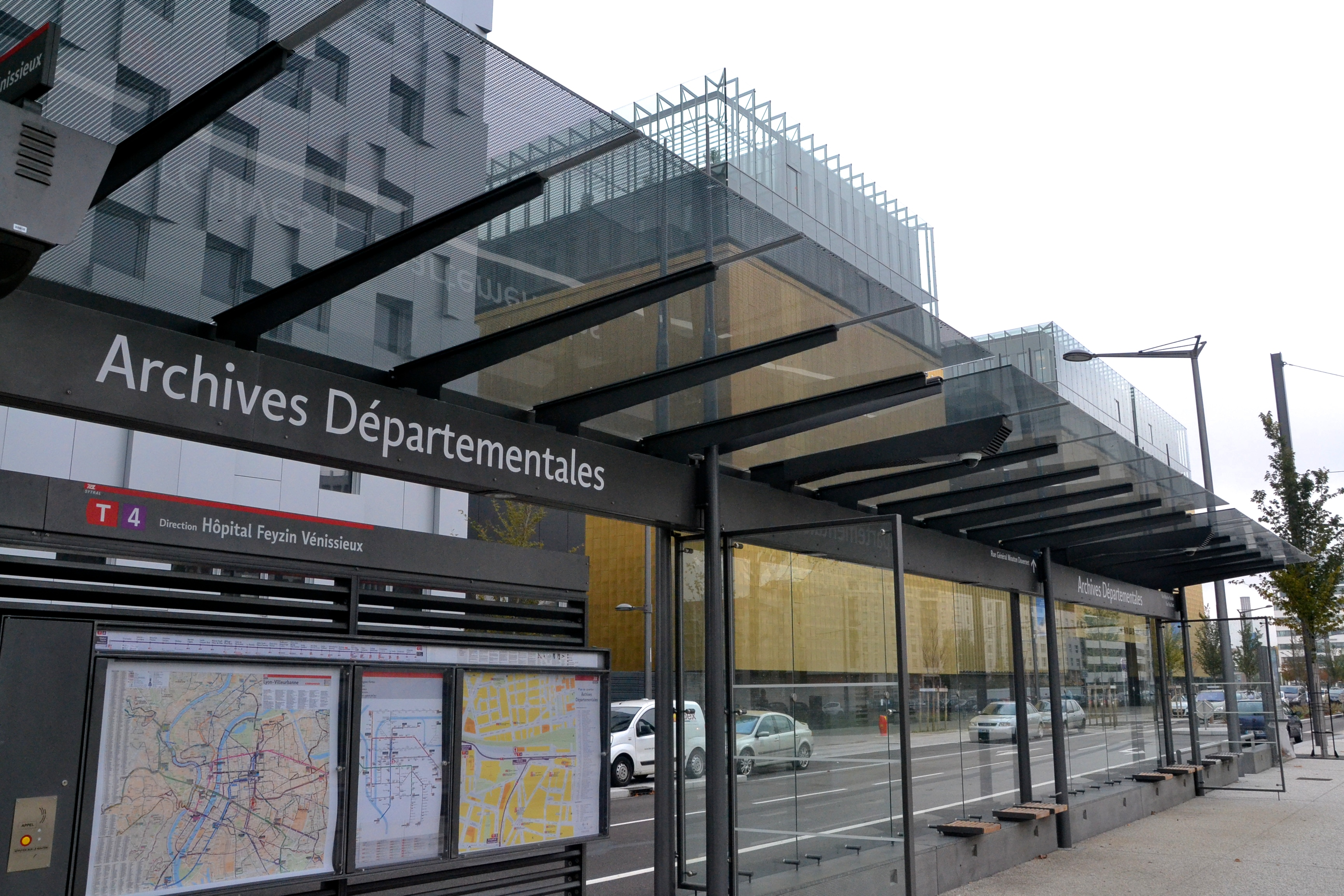
Station de tramway et bâtiment des archives.

Ce site est desservi par la station Archives Départementales des lignes de tramway T4 et de trolleybus C11, à une station de tramway de la gare de Lyon-Part-Dieu.

## Pour approfondir